# Mladen Vulas
Mladen Vulas, hrvatski akademski kipar. Diplomirani je profesor likovnog odgoja i likovnih umjetnosti. Završio je magistarski studij kiparstva na Akademiji likovnih umjetnosti u Ljubljani. Sudjelovao je u snimanju spota za skladbu Prva kava splitskog americana sastava 058. rujna 2019. godine.